# 3479 Malaparte
3479 Malaparte је астероид главног астероидног појаса чија средња удаљеност од Сунца износи 3,049 астрономских јединица (АЈ).
Апсолутна магнитуда астероида је 11,4.